# ジョシュ・トムソン
ジョシュ・トムソン（Josh Thomson、1978年9月21日 - ）は、アメリカ合衆国の男性総合格闘家。カリフォルニア州サンノゼ出身。アメリカン・キックボクシング・アカデミー所属。元Strikeforce世界ライト級王者。
蹴り技などの打撃を得意とし、寝技ではバックグラブが強くリアネイキドチョークを狙うまでの体重の掛け方は総合格闘家でトップクラスと評価される。

## 来歴
高校時代に父親とアイダホ州に移住し、レスリングを経験。
北アイダホ大学に進学するも、数週間後に退学。その後、プロ総合格闘家となる事を決意。格闘家となる前は建築作業員などをやり生計を立てていた。
2000年、アイダホ州の湖を渡っていた船の上で酒気を帯びた乗客による乱闘が勃発。この船に乗っていたトムソンはその乱闘に巻き込まれ、一人の男の首を絞めた結果、心肺蘇生法を施さなけらばならないような状況に相手を陥らせてしまう。加重暴行罪で懲役を受ける。
2001年12月15日、ハワイ州で開催されたShogunで山本"KID"徳郁と対戦。2Rに放った膝蹴りがKIDの股間に当たり、試合続行不可能となったため反則負けが宣告されるも、故意ではなかったとの裁定で無効試合となった。
2005年7月17日、PRIDE初参戦となったPRIDE 武士道 -其の八-で杉江"アマゾン"大輔と対戦し、膝十字固めで一本勝ち。この試合からアメリカン・キックボクシング・アカデミー所属となった。

### Strikeforce
2006年3月10日、Strikeforce世界ライト級王座決定戦でクレイ・グイダと対戦し、0-3の判定負けを喫し王座獲得に失敗した。
2006年12月8日、Strikeforce全米ライト級王座決定戦でナム・ファンと対戦し、3-0の判定勝ちを収め王座獲得に成功した。
2008年6月27日、Strikeforce世界ライト級タイトルマッチで練習仲間のギルバート・メレンデスと対戦。主にテイクダウン・グラウンドでのポジショニングで上回り、3-0の判定勝ちを収め王座獲得に成功した。
2008年11月21日、Strikeforce世界ライト級王座防衛戦でイーブス・エドワーズと対戦予定であったが、爪先の靭帯損傷により欠場となった。
2009年4月11日、Strikeforce世界ライト級王座防衛戦でメレンデスと再戦予定であったが、3月31日に行われたビリー・エヴァンゲリスタとのスパーリングで足首上部を骨折し、またしても欠場となった。
2009年8月15日、Strikeforce: Carano vs. Cyborgの世界ライト級王座統一戦で暫定王者となったギルバート・メレンデスと対戦予定であったが、足の負傷が完治していなかったためメディカルチェックをパスできず、3連続の欠場となった。
2009年12月19日、Strikeforce: Evolutionの世界ライト級王座統一戦でメレンデスと再戦し、0-3の判定負けを喫し王座から陥落した。
2010年6月26日、Strikeforce: Fedor vs. Werdumでパット・ヒーリーと対戦し、チョークスリーパーで一本勝ち。
2010年10月9日、Strikeforce: Diaz vs. Noons 2でJ.Z.カルバンと対戦し、3-0の判定勝ちを収めた。
2010年12月31日、Dynamite!! 〜勇気のチカラ2010〜で川尻達也と対戦し、0-3の判定負けを喫した。
2012年5月19日、Strikeforce: Barnett vs. Cormierでギルバート・メレンデスの持つStrikeforce世界ライト級王座に挑戦し、1-2の判定負けを喫し王座獲得に失敗した。メレンデスとの戦績は1勝2敗となった。

### UFC復帰
2013年4月20日、Strikeforce統合により約10年ぶりのUFC参戦となったUFC on FOX 7でライト級ランキング4位のネイト・ディアスと対戦し、2Rに右ハイキックからパウンドでTKO勝ち。ノックアウト・オブ・ザ・ナイトを受賞した。
2014年1月25日、UFC on FOX 10でライト級ランキング1位のベン・ヘンダーソンと対戦し、1-2の判定負け。試合後には判定結果への不満を露わにし、引退を示唆するような発言をした。
2014年7月26日、UFC on FOX 12でライト級ランキング13位のボビー・グリーンと対戦し、1-2の判定負け。
2015年7月15日、UFC Fight Night: Mir vs. Duffeeでライト級11位のトニー・ファーガソンと対戦し、0-3の判定負け。
2015年8月1日、これまで6～8万ドル支払われていたスポンサー料がUFCのスポンサー規定変更により5千ドルに減額したためUFCを退団した。

### Bellator
2015年9月19日、Bellator初参戦となったBellator 142でマイク・ブロンズーリスと対戦し、肩固めで一本勝ちを収めた。
2017年2月18日、Bellator 172でパトリッキー・フレイレと対戦し、2Rに右アッパーでKO負け。
2020年1月29日、現役引退を表明。

## 戦績
| 総合格闘技 戦績 | 総合格闘技 戦績 | 総合格闘技 戦績 | 総合格闘技 戦績 | 総合格闘技 戦績 | 総合格闘技 戦績 | 総合格闘技 戦績 |
| --------------- | --------------- | --------------- | --------------- | --------------- | --------------- | --------------- |
| 32 試合         | (T)KO           | 一本            | 判定            | その他          | 引き分け        | 無効試合        |
| 22 勝           | 6               | 10              | 6               | 0               | 0               | 1               |
| 9 敗            | 2               | 0               | 7               | 0               | 0               | 1               |

| 勝敗 | 対戦相手                 | 試合結果                             | 大会名                                                                      | 開催年月日     |
| ×    | パトリッキー・フレイレ   | 2R 0:40 KO（右アッパー）             | Bellator 172: Thomson vs. Pitbull                                           | 2017年2月18日  |
| ○    | パウロ・イヤセカ         | 2R 3:59 TKO（パウンド）              | Bellator 147: Thomson vs. Villaseca                                         | 2015年12月4日  |
| ○    | マイク・ブロンズーリス   | 3R 0:39 肩固め                       | Bellator 142: Dynamite 1                                                    | 2015年9月19日  |
| ×    | トニー・ファーガソン     | 5分3R終了 判定0-3                    | UFC Fight Night: Mir vs. Duffee                                             | 2015年7月15日  |
| ×    | ボビー・グリーン         | 5分3R終了 判定1-2                    | UFC on FOX 12: Lawler vs. Brown                                             | 2014年7月26日  |
| ×    | ベン・ヘンダーソン       | 5分5R終了 判定1-2                    | UFC on FOX 10: Henderson vs. Thomson                                        | 2014年1月25日  |
| ○    | ネイト・ディアス         | 2R 3:44 TKO（右ハイキック→パウンド） | UFC on FOX 7: Henderson vs. Melendez                                        | 2013年4月20日  |
| ×    | ギルバート・メレンデス   | 5分5R終了 判定1-2                    | Strikeforce: Barnett vs. Cormier 【Strikeforce世界ライト級タイトルマッチ】  | 2012年5月19日  |
| ○    | KJ・ヌーンズ             | 5分3R終了 判定3-0                    | Strikeforce: Tate vs. Rousey                                                | 2012年3月3日   |
| ×    | 川尻達也                 | 5分3R終了 判定0-3                    | Dynamite!! 〜勇気のチカラ2010〜                                             | 2010年12月31日 |
| ○    | J.Z.カルバン             | 5分3R終了 判定3-0                    | Strikeforce: Diaz vs. Noons 2                                               | 2010年10月9日  |
| ○    | パット・ヒーリー         | 3R 4:27 チョークスリーパー           | Strikeforce: Fedor vs. Werdum                                               | 2010年6月26日  |
| ×    | ギルバート・メレンデス   | 5分5R終了 判定0-3                    | Strikeforce: Evolution 【Strikeforce世界ライト級王座統一戦】                | 2009年12月19日 |
| ○    | アッシュ・ ボウマン      | 1R 1:14 TKO（パウンド）              | Strikeforce: At The Mansion 2                                               | 2008年9月20日  |
| ○    | ギルバート・メレンデス   | 5分5R終了 判定3-0                    | Strikeforce: Melendez vs. Thomson 【Strikeforce世界ライト級タイトルマッチ】 | 2008年6月27日  |
| ○    | アダム・リン             | 1R 4:45 TKO（パウンド）              | Strikeforce: Playboy Mansion                                                | 2007年9月29日  |
| ○    | ニック・ゴンザレス       | 1R 1:42 チョークスリーパー           | Strikeforce: Shamrock vs. Baroni 【Strikeforce全米ライト級タイトルマッチ】  | 2007年6月22日  |
| ○    | ナム・ファン             | 5分3R終了 判定3-0                    | Strikeforce: Triple Threat 【Strikeforce全米ライト級王座決定戦】            | 2006年12月8日  |
| ○    | ドゥエイン・ラドウィック | 2R 4:36 フロントチョーク             | Strikeforce: Tank vs. Buentello                                             | 2006年10月7日  |
| ○    | ロッキー・ジョンソン     | 1R 1:55 腕ひしぎ十字固め             | Pride and Fury 5                                                            | 2006年7月6日   |
| ○    | ハリス・サリエント       | 3R 3:19 肩固め                       | Strikeforce: Revenge                                                        | 2006年6月9日   |
| ×    | クレイ・グイダ           | 5分5R終了 判定0-3                    | Strikeforce: Shamrock vs. Gracie 【Strikeforce世界ライト級王座決定戦】      | 2006年3月10日  |
| ○    | 杉江"アマゾン"大輔       | 1R 2:35 膝十字固め                   | PRIDE 武士道 -其の八-                                                       | 2005年7月17日  |
| ×    | イーブス・エドワーズ     | 1R 4:32 KO（右ハイキック→パウンド）  | UFC 49: Unfinished Business                                                 | 2004年8月21日  |
| ○    | エルメス・フランカ       | 5分3R終了 判定2-0                    | UFC 46: Supernatural                                                        | 2004年1月31日  |
| ○    | ジェラルド・ストレベント | 1R 2:45 KO（パウンド）               | UFC 44: Undisputed                                                          | 2003年9月26日  |
| ○    | ロブ・マックロー         | 5分3R終了 判定3-0                    | WFA 3: Level 3                                                              | 2002年11月23日 |
| ○    | ケイジャン・ジョンソン   | 2R 4:56 ギブアップ（肘打ち）         | SE: North American Sport Fighting Invitational                              | 2002年9月7日   |
| ○    | ダグ・エヴァンス         | 1R 1:29 三角絞め                     | NW Submission Fighting 1                                                    | 2002年5月4日   |
| －   | 山本"KID"徳郁            | 2R 2:00 無効試合（ローブロー）       | Shogun 1                                                                    | 2001年12月15日 |
| ○    | ビクトー・エストラーダ   | 2R 三角絞め                          | Gladiators Vale Tudo                                                        | 2001年3月10日  |
| ○    | ジェイソン・アバイアン   | 1R KO（パンチ連打）                  | Bushido 1                                                                   | 2001年1月18日  |

## 獲得タイトル
- 初代Strikeforce全米ライト級王座（2006年）
- 第3代Strikeforce世界ライト級王座（2008年）

## 表彰
- ブラジリアン柔術 黒帯
- UFC ノックアウト・オブ・ザ・ナイト（1回）